# Висок
Висок је део Старе планине и представља предео који лежи између главног гребена Старе планине и Видлича, тј. јужни део западног крила Старе планине. Удаљен је 35 km од Пирота, и око 380 km од Београда.

## Климатске карактеристике
Висок има умерено – континенталну субпланинско – планинску климу, хладнију и влажнију идући од нижих према вишим деловима. Најхладнији месец је јануар, а најтоплији јул. Годишња температурна амплитуда износи 22˚C.
| Месец | I    | II  | III | IV   | V    | VI   | VII  | VIII | IX   | X    | XI  | XII | просек |
| t (°) | -0.5 | 0.8 | 5.8 | 11.6 | 16.1 | 20.1 | 22.5 | 21.4 | 18.1 | 13.4 | 7.9 | 1.3 | 11.5   |

Висина падавина по месецима је прилично уједначена. Највише падавина излучи се у мају, а најмање у септембру. Средња годишња висина падавина износи 960.5mm.
| Месец | I  | II | III  | IV   | V     | VI  | VII | VIII | IX | X  | XI | XII | просек |
| mm    | 68 | 67 | 66.5 | 89.5 | 117.5 | 103 | 68  | 72   | 57 | 80 | 88 | 84  | 960.5  |

## Геоморфолошке карактеристике
Рељеф Висока одликује се великом разноврсношћу и рашчлањеношћу, са оштро усеченим и дубоким долинама, углавном кратких токова. У основи, рељеф је тектонског порекла, мада је обликован интензивним флувијалним процесом. Такође, услед геолошке грађе, у појединим деловима Висока, доминантан је крашки процес.
Јован Цвијић је у рељефу овог терена издвојио четири основне целине: венац Старе планине, зону глама и кукла, долину Височице и Видлич.
Правац пружања Старе планине на истраживаном подручју је северозапад – југоисток. Посебне целине у овом делу су затворене крашке депресије без површинског отицања воде. Својом величином истичу се Понор, североисточно од села Дојкинци, и Вртибог, северно од села Гостуше.
Зона глама и кукла захвата простор с обе стране Височице, између Старе планине и Видлича. Представљена је кречњачким косама праволинијског правца пружања (локални назив гламе) и кречњачким косама лучног облика (локални назив кукле). Зона глама и кукла је јако испресецана јер кроз њу протиче већи број притока Височице, а свака притока усекла је своју клисуру. Највећа и најпознатија међу њима је клисура Владикине плоче, између села Рсовци и Паклештица, у којој се налази укупно 11 пећина. Највећа међу њима је пећина Владикина плоча која се налази на самом улазу у клисуру Владикине плоче. Одликује се многобројним каналима и стварањем повремених језера.
Долина Височице обухвата Горњевисочку котлину, ерозионо проширење Доњи Висок и клисуру Темац.
Видлич је на овом простору представљен одсеком високим преко 200m и налази се у југозападном делу терена. Он представља развође према Нишави, а у Височицу са њега дотиче само једна притока.

## Карактеристике дренажне мреже
Дренажна мрежа овог подручја је веома развијена. Река Височица, са својим притокама, образује најгушћу дренажну мрежу у Србији. Стални површински токови су: Височица, Дојкиначка река, Гостушка река и Росомачка река, а има и низ мањих и повремених токова.
За хидрологију овог терена посебно је значајно Завојско језеро. То је вештачка акумулација, која се, у дужини од 17 km, простире од села Паклештица, до села Завој. Језеро је специфично по свом настанку. Настало је када је један од огранака Старе планине почео да клизи и преградио Височицу на средњем делу њеног тока. Настала природна брана је касније надвишена и саграђена је вештачка брана. Тако је настало вештачко језеро чије воде ХЕ „Пирот“ користи за покретање генератора. Завојско језеро је једино језеро на територији Србије настало колувијалним процесом.
Вода Завојског језера је хидрогенкарбонатно – калцијумска, мале минерализације и мека. Припада првој класи, и може се, уз евентуалну дезинфекцију, користити за пиће, док се, без икаквих ограничења, може користити за купање и спортове на води.

## Геолошка грађа
Историја стварања терена
Најстарији комплекс ове области, рифејско – камбријски комплекс Старе планине, стваран је вероватно након стварања еугеосинклинала које су настале у протерозоику. У еугео - синклиналном подручју су се таложили пелити и псамити уз појачан базични вулканизам. У камбријуму је формирана нова геосинклинала у којој су се таложили седименти иновске серије. Ова два комплекса метаморфисана су у два наврата, када су у њих утиснуте мање конкордантне масе стена спилит – кератофирске асоцијације које су са локалним стенама претрпеле регионални метаморфизам до фације зелених шкриљаца.
У ордовицијуму су се таложили теригени седименти. Депозиција је била континуирана кроз цео силур. У старијем девону таложени су кречњаци, а у млађем је створен флишни басен. После девона је читав овај терен, сем пермских седимената, обухваћен херцинским убирањем.
На почетку тријаса дошло је до трансгресије, када се област постепено почела спуштати. Почела је да се развија кречњачка седиментација са изразитим маринским карактером. У почетку креде се диференцирало подручје Старе планине.
У височкој зони је нова трансгресија почела у албу. Дуж великих дислокација пружања ССЗ – ЈЈИ формиран је ров који се посебно карактерисао интензивном вулканском активношћу.
У олигоцену су се десили покрети који су довели до краљуштања и навлачења у височкој и видличкој зони.
Опис геолошке грађе
Најстарије стене на овом подручју су протерозојске творевине представљене амфиболитима и амфиболитским шкриљцима, кварцитима, мермерима и амфиболитско – биотитским гнајсевима. Распрострањена је, такође, и дијабаз – филитоидна серија. Ове творевине заступљене су само у старопланинско – поречкој зони.
Палеозојске стене заступљене су у највећем делу старопланинско – поречке зоне. Камбријум је представљен фосилоносним творевинама са метаморфним саставом вулканогено – седиментног карактера. Иновска серија лежи трансгресивно преко рифеокамбријских творевина. Почиње метаконгломератима са којима се смењују и метаморфисане аркозе, затим аргилошисти са прослојцима мермерастих кречњака. Претпоставља се да су силурске старости. Карбон је представљен седиментним и вулканогено – седиментним творевинама. Вулканогено – седиментна серија представљена је теригеним стенама са угљем, а са овим стенама јављају се туфови. Перм је представљен црвеним пешчарима и конгломератима.
Тријас је у видличкој зони представљен средњотријаским наборитим и криноидским кречњацима. У старопланинско – поречкој зони тријас је представљен свим периодама. У седиментима доњег тријаса у доњем делу преовлађују теригене стене, док преко њих леже теригено – карбонатне серије са морском фауном. Горњи тријас је у доњем делу изграђен од кречњака са брахиоподима и шкољкама, у средњим од кречњака са пужевима и шкољкама, док се у завршним деловима јавља тзв. црвена серија. У добродолско – грлишкој зони тријас није заступљен.
Јура у видличкој зони заузима највеће пространство. У седиментима доње јуре се јављају кластичне творевине и амонити преко њих. Средња јура је изграђена од сивих и плавичастих глинаца са шкољкама преко којих леже пешчари и песковити кречњаци. Горња јура је изграђена од банковитих и слојевитих кречњака са рожнацима преко којих леже банковити спрудни кречњаци. Јурски седименти добродолско – грлишке зоне представљени су догерским кластитима, преко којих леже карбонатне творевине малма. У старопланинско – поречкој зони јура почиње трансгресивно и дискордантно. У лијасу је представљена грестенском фацијом и цефалоподским горњим лијасом. У средњој јури доминирају пелашке творевине са цефалоподима, а у горњој пелашки кречњаци.
Од креде је у видличкој зони заступљена доња креда неокомским карбонатима. Доња креда је у добродолско – грлишкој зони представљена песковитим и лапоровитим кречњацима, лапорцима, који су по негде листасти и пешчарима. Доња креда се јавља на целој дужини ове зоне. Представљена је, у доњем делу лапорцима и глинцима преко којих леже пешчари, глинци, вулкански агломерати, брече, туфови, туфити и андезити. У старопланинско – поречкој зони заступљена је само доња креда, представљена лапоровитим кречњацима.

## Тектоника
Висок регионално припада зони карпато – балканида. Тектонски се у овом подручју издвајају 3 целине: видличка навлака и добродолско – грлишка зона, које припадају карпатикуму, и старопланинско – поречка зона, која припада балканикуму. Видличка зона представља просторну антиклиналу пружања СЗ – ЈИ, испод које, на југозападу, тоне добродолско – грлишка зона. Старопланинско – поречка зона је представљена старопланинским антиклиноријумом, преко кога је навучена добордолско – грлишка зона. Оса старопланинског антиклиноријума пружа се правцем СЗ – ЈИ.

## Хидрогеолошке карактеристике
Карстни тип издани јавља се у јужном делу терена, у горњем Високу, око села Дојкинци и Височка Ржана. Збијени тип издани јавља се у алувијалним наслагама читавим током Височице и око Завојског језера и Велике Лукање. Пукотински тип издани јавља се у доњевисочкој котлини, у северном Високу.

## Неки занимљиви локалитети у Високу

### Јеловичко врело
Јеловичко врело представља извор са највећом издашношћу на овом простору. Ово је врело узлазног типа и избија у мањој вртачастој депресији, која је ујезерена. Ова ујезерена депресија лежи скоро у висини корита. Врело је сифонског типа, дубине главног канала око 16 метара. Поток формиран од овог врела се, после тока дугог око 1 km, улива у Дојкиначку реку. Овај извор се налази недалеко (око 700 m) од планинско – рекреационог центра Врело.

### Крашка депресија Понор
Понор представља затворену крашку депресију без површинског отицања воде, чија се дужа страна простире, као и сви главни тектонски елементи ове области, правцем северозапад – југоисток. Дугачка је око 200 m, а максималне ширине до 100 m. По геолошкој грађи могу се издвојити две целине – северни део састављен је од лискуновитог пешчара тријаске старости, а јужни део од тријаских лапоровитих кречњака. Ова депресија је богата изворима који се јављају на њеним ободима. Ти извори су велике издашности, са температуром воде од 5 - 8˚C.

### Клисура Росомачке реке
Клисура или кањон Росомачке реке простире се између села Росомач и Славиња. Усечена је у услојеним кречњацима јурске старости. Клисура је интересантна по томе што се у њој јављају тзв. Росомачки лонци. То су еворзиони лонци, који настају карактеристичним процесом вертикалне флувијалне ерозије. Налазе се на местима где река нагло са каскада пада у корито, па се, због велике кинетичке енергије воде, врши удубљивање дела речног корита непосредно иза каскада. Ширина ових лонаца може износити и до 4 m у пречнику.

### Клисура Владикине плоче
Клисура или кањон Владикине плоче  простире се између села Рсовци и Паклештица, у дужини око 2 km. Ову клисуру је, и јурским седиментима, усекла река Височица. Са геоморфолошког аспекта, клисура је специфична по томе што Височица у њој гради укљештене меандре, због чега представља изузетан пример наглог појачања вертикалне ерозије. Наиме, река је некада била развијена на знатно вишем нивоу, где је имала нормалну долину, са широким дном, по којем је мигрирала и слободно формирала меандре. Услед наглог повећања вертикалне ерозије, река није имала времена да исправи своје корито. Усецање је настављено по меандру, па је тај део долине добио карактер клисуре.

## Флора и фауна
На основу стања вегетације на површинама овог дела Висока, идентификују се три појаса по вертикали, што је резултат углавном рељефа и климатских прилика, а то су: равничарски појас, где је присуство човека и његова активност свакодневна, где поред природних биљних формација имамо гајене биљне културе и оскуднију пашњачку површину; шумски појас са храстовим и буковим шумама и високи травни регион · планински суватски пашњаци. Равничарски појас, непосредно поред водотока река Комштичке и Каменичке реке, на левој идесној обали у правцу падина Видлича и Старе планине, у којем је човек формирао своја насеља и чијом активношћу су природне фитоценозе поремећене и истиснуте у корист културних гајених биљних врста, на тај начин што су разораване и на тим површинама сејане житарице, кромпир, остало повртарско биље, заснивали воћњаке, што је тренутно скоро све напуштено под утицајем, углавном, друштвено–економских кретања, која су у послератном периоду врло изразитро захватила овај крај. Шумски појас, у коме се могу издвојити следеће шумске састојине - биоценозе: храстове, буква и нешто мало четинара - или смрче у месту званом Боб. На падинама Старе планине, на мочварним - влажним теренима, где има и појаве извора налази се и бреза.
У смислу привредног и спортског лова присутна је племенита корисна дивљач и штеточине које прате ову, као и домаће животиње које се напасају на пашњацима. Дивљач која се лови у Високу је: срна, јелен, дивља свиња, зец, јаребица и препелица. Наведена дивљач је заштићена и она је под третманом одрећеног ловостаја. Од остале дивљачи присутна је: вук, лисица, јазавац, куна, твор, ласица, веверица, дивља мачка, пух а од пернате јастреб, орао, сива врана, гавран, креја, сова и друга, која нема много значаја као: сеница, врабац и др.
У водним токовима реке има риба; клен, кркуша и др. Док је у горњем току Воденичке реке и њених већих поточних притока присутна је пастрмка. Целокупни горњи слив Височице у ранијим годинама био је врло богат рибом. Тренутно је ова водна фауна у ишчезавању безобзирним изловљавањем, као и врло неповољним ниским водостајем због дужег сушног периода, што је утицало на квалитет вода.